# Arnold Origi
Arnold Origi Otieno (15 novembre 1983) è un calciatore keniota, portiere dell'Östersund.

## Carriera

### Club
Otieno iniziò la carriera in patria, con le maglie di Mathare United e Tusker. Nel 2007, passò ai norvegesi del Moss. Debuttò nell'Adeccoligaen il 13 maggio 2007, nella sconfitta per 2-0 in casa del Sogndal.
Nel 2011 passò al Fredrikstad, con la formula del prestito. A fine anno, ritornò al Moss. Il 27 gennaio 2012 fu reso noto il suo trasferimento all'Ullensaker/Kisa. Il 10 dicembre successivo, l'Ullensaker/Kisa annunciò sul proprio sito ufficiale il suo passaggio al Lillestrøm. Il 17 ottobre 2014, il suo nome fu inserito tra i candidati per la vittoria del premio Kniksen per il miglior portiere del campionato.
Il 31 gennaio 2018 ha rescisso il contratto che lo legava al Lillestrøm.
Il 12 aprile successivo è stato tesserato dal Sandnes Ulf, da cui si è poi svincolato il 21 luglio 2018.
Il 4 settembre 2018 ha firmato un accordo valido fino al termine dell'annata col Kongsvinger.
L'11 marzo 2021 ha firmato un contratto annuale con l'Hødd.
Il 31 gennaio 2023 è stato presentato come nuovo portiere dell'Östersund.

## Palmarès
- Coppa di Norvegia: 1

Lillestrøm: 2017